# Quercus salcedoi
Quercus salcedoi är en bokväxtart som beskrevs av Carlos Vicioso Martinez. Quercus salcedoi ingår i släktet ekar, och familjen bokväxter. Inga underarter finns listade i Catalogue of Life.